# Patricia Abravanel
Patrícia Abravanel (sinh ngày 4 tháng 10 năm 1977) là nữ doanh nhân và người dẫn chương trình người Brasil. Cô là con gái của giám đốc kênh truyền hình SBT, Silvio Santos và Iris Abravanel.

## Thời thơ ấu
Patricia là con gái thứ hai của ông Silvio Santos và bà Íris Abravanel, cô còn có một chị gái nữa là Daniela Beyruti. Dưới cô là hai em gái Rebecca và Renata Abravanel.

## Đời tư
Cô là một người theo đạo Do thái (bố cô cũng theo đạo này), nhưng sau đó cô cùng các chị em là Daniela, Rebeca và Renata đã chuyển sang đạo Phúc âm theo mẹ. Hiện cô và gia đình vẫn đi nhà thờ Vida Nova Church tại thành phố São Paulo. Năm 2004, Patricia làm lễ kết hôn với doanh nhân Phillipe Carrasco, hiện anh cũng đang là giám đốc cơ sở của kênh SBT. Tuy nhiên, cuộc hôn nhân của hai người chỉ kéo dài trong khoảng thời gian sáu năm và đã chấm dứt vào năm 2010. Sau đó không lâu, nữ MC hẹn hò với một doanh nhân khác tên là Marcos Faria trong vòng hai năm. Họ chia tay vào năm 2012. Sang năm 2013, Patricia bắt đầu cặp với Fabio Faria, người trước đó đã từng hẹn hò với các ngôi sao nữ khác như Adriane Galisteu, Priscila Fantin và Sabrina Sato. Vào ngày 7 tháng 2 năm 2014, Silvio Santos, cha của cô, cho biết Patricia đang mang thai với tạp chí Contigo. Đến ngày 14 tháng 9 cùng năm, cô sinh con trai đầu lòng, lấy tên là Pedro Abravanel Faria.